# Ansgar Schledde
Ansgar Georg Schledde (* 13. September 1977 in Wickede) ist ein deutscher Politiker der AfD und seit April 2024 der Vorsitzende der AfD Niedersachsen. Seit 2022 ist er Abgeordneter des Niedersächsischen Landtags.

## Beruf
Schledde war vor seiner Wahl in den Landtag als Bauunternehmer tätig.

## Politik
Er gehört dem Stadtrat in Schüttorf und dem Kreistag des Landkreises Grafschaft Bentheim an, in letzterem ist er Vorsitzender der AfD-Fraktion.
Bei der Landtagswahl in Niedersachsen 2022 kandidierte er im Wahlkreis Lingen und erhielt dort 7,8 Prozent der Erststimmen. Er zog über den Listenplatz 2 der AfD in den Landtag ein und ist dort stellvertretender Vorsitzender der AfD-Fraktion.
Seit 2022 ist Ansgar Schledde stellvertretender Landesvorsitzender der AfD Niedersachsen. Auf dem Landesparteitag im April 2024 in Unterlüß wurde er mit 79,75 % der Stimmen zum Landesvorsitzenden gewählt.
Aufgrund von Ermittlungen der Staatsanwaltschaft Hannover gegen Schledde wegen des Anfangsverdachts des Verstoßes gegen das Parteiengesetz hob der Landtag im April 2024 seine Immunität auf.